# Guido Crosetto
Guido Crosetto (Cuneo, 19 de septiembre de 1963) es un político italiano, ministro de Defensa del Gobierno Meloni.

## Biografía
Después de la secundaria, entre 1982 y 1987 Crosetto asistió a la Facultad de Economía y Comercio de la Universidad de Turín . Interrumpió sus estudios y se inscribió en la sección juvenil de la Democracia Cristiana tras la muerte de su padre. Cuando fue diputado el sitio web del Congreso reportaba estudios de licenciatura, Crosetto admitió que mintió con eso.

### Ámbito político
Mientras cursaba la universidad, ingresó a la Democracia Cristiana, donde ocupó el cargo de secretario regional del movimiento juvenil y responsable nacional de educación, de 1984 a 1990. Se convirtió en asesor económico del primer ministro Giovanni Goria.
Crosetto fue alcalde de Marene (Cuneo) de 1990 a 2004, elegido como independiente en la lista cívica, "Juntos por Marene". En 1999 fue nominado a la Presidencia de la Provincia de Cuneo, como independiente, por Forza Italia. Llega a la papeleta contra el candidato a presidente saliente de centroizquierda, el exdemócratacristiano Giovanni Quaglia. Conserva el cargo de consejero provincial de Cuneo de 1999 a 2009, ocupando el cargo de empresa matriz de Forza Italia. Se unió a Forza Italia en 2000. Presidió la conferencia de alcaldes de la ASL Savigliano-Saluzzo-Fossano de 1993 a 1997.

### Diputado de Forza Italia y PDL
En las elecciones políticas de 2001, Crosetto fue elegido miembro de la Cámara de Forza Italia en el distrito electoral de Alba-Bra-Langhe y Roero; fue reelegido en laselecciones de 2006, nuevamente con Forza Italia, ya en las elecciones de 2008 con el Popolo della Libertà . Fue, con Carlo Petrini, uno de los fundadores de la Universidad de Ciencias Gastronómicas en 2003. 
De 2003 a 2009 fue coordinador regional de Piamonte para Forza Italia y director nacional de crédito e industria hasta el nacimiento del Popolo della Libertà. Hasta 2012 fue miembro del Consejo Nacional y de la dirección del PDL.

## Honores
- Medalla al mérito de la Cruz Roja Italiana